# Cryphia antias
Cryphia antias är en fjärilsart som beskrevs av Culot. Cryphia antias ingår i släktet Cryphia och familjen nattflyn. Inga underarter finns listade i Catalogue of Life.